# Jørgen Jørgensen (piłkarz)
Jørgen Ørting Jørgensen (ur. 1 kwietnia 1943 w Kopenhadze, zm. 28 stycznia 2019) – duński piłkarz występujący na pozycji napastnika.

## Kariera klubowa
Karierę rozpoczynał w 1963 roku w trzecioligowym zespole Holbæk B&I. W 1964 roku awansował z nim do drugiej ligi, ale w kolejnym spadł z powrotem do trzeciej. W 1968 roku ponownie awansował z zespołem do drugiej ligi. W 1970 roku odszedł do szwedzkiego drugoligowca, Sandvikens IF. Występował tam przez trzy sezony, a potem wrócił do Holbæk. W 1973 roku awansował z nim do pierwszej ligi, a w 1975 roku wywalczył wicemistrzostwo Danii. W 1977 roku spadł z klubem do drugiej ligi, a w 1981 roku do trzeciej. W 1984 roku zakończył karierę.

## Kariera reprezentacyjna
W reprezentacji Danii zadebiutował 18 września 1966 w przegranym 1:2 meczu Mistrzostw Nordyckich z Finlandią, w którym strzelił też gola, który był jednocześnie jego jedynym w kadrze. W latach 1966–1975 w drużynie narodowej rozegrał 9 spotkań.